# みらいのつくりかた
『みらいのつくりかた』は、2012年7月5日よりテレビ東京で放送されているスポーツ選手に密着したドキュメンタリー番組（ミニ番組）。日本生命の一社提供番組である。
放送時間は毎週木曜22:54 - 23:00（JST）だが、22時枠の『日経スペシャル カンブリア宮殿』拡大版など放送時間がずれる事がある。
2016年6月16日の放送で放送回数200回となった。
2018年3月29日放送終了。

## 概要
毎週、日本を代表する様々な種目のアスリートや指導者、技術者が登場し、これまでの挫折、そこからどう未来を切り開いたかに密着していく。
番組開始当初は、ロンドンオリンピック、パラリンピックに出場した選手、監督たちに密着していたが、ロンドンオリンピック以降はオリンピック出場選手以外にも様々なアスリートに密着している。

## ナレーション
- 池松壮亮

## スペシャル
- 2012年12月31日には、2013年1月3日放送『和風総本家』新春3時間SP[3] 編成による差し替え版として、ロンドンオリンピック、ロンドンパラリンピックを振り返る『ロンドンから未来へ アスリートの新たな挑戦 みらいのつくりかたスペシャル』を、12:30 - 13:55で放送。ナレーションの池松壮亮がイギリス・ロンドンの地を訪れ、出場した選手や現地の紹介とともにオリンピックを振り返った。
- 2013年12月30日には、2014年1月2日放送『新春ワイド時代劇 影武者徳川家康』編成による差し替え版として、ソチオリンピック関連の『ソチへの挑戦者たち みらいのつくりかたスペシャル』を、23:30 - 24:55（12月31日0:55）で放送（日本生命を筆頭した複数社提供だった）。髙橋大輔と熊川哲也の対談、過去の金メダリスト五輪秘話を語った。ナレーションは遠藤憲一が務めた。
- 2015年1月1日には、『天才アスリート・世界への階段〜みらいのつくりかた新春スペシャル』を23;00 - 24:30（1月2日0:30）で放送。
- 2016年1月2日には、2015年12月31日放送「プロボクシング2大世界戦」中継編成による差し替え版として、『天才アスリート 勝利への言葉〜みらいのつくりかた新春スペシャル』を23:58 - 25:25（1月3日1:25）で放送。
- 2017年1月1日には、2016年12月29日放送『ダメ父ちゃん、ヒーローになる!崖っぷち!人情広告マン奮闘記』編成による差し替え版として、『天才アスリート 栄光の言葉〜みらいのつくりかた新春スペシャル』を23:55 - 25:25（1月2日1:25）で放送。
- 2018年1月1日には、2017年12月28日放送『チマタの噺』SP編成による差し替え版として、『天才アスリート受け継ぐ話〜みらいのつくりかた新春スペシャル』を23:45 - 25:15（1月2日1:15）で放送。

## スタッフ
- 制作：テレコムスタッフ